# Manny Martindale
Pour les articles homonymes, voir Martindale.
Emmanuel Alfred Martindale, dit Manny Martindale, est un joueur de cricket barbadien né le 25 novembre 1909 et mort le 17 mars 1972. Ce fast bowler dispute dix test-matchs avec l'équipe des Indes occidentales entre 1933 et 1939.

## Biographie
Manny Martindale naît le 25 novembre 1909 dans la paroisse de Saint Lucy. Il dispute sa première rencontre avec l'équipe de Barbade dans le Tournoi inter-colonial, en 1929.
Martindale participe à la tournée de l'équipe des Indes occidentales en Angleterre en 1933. Les Indes occidentales y ont disputé leurs premiers test-matchs de leur histoire cinq ans plus tôt. Dans le second test-match du voyage, face aux locaux, son coéquipier Learie Constantine et lui emploient Bodyline, la tactique utilisée quelques mois plus tôt par les Anglais et qui, étant dangereuse pour les batteurs, a suscité une vive controverse en Australie. Wally Hammond est d'ailleurs blessé au menton sur un lancer de Martindale, mais Douglas Jardine se montre particulièrement à l'aise face à la tactique qu'il a initiée. Il cumule un total de 103 guichets en first-class cricket au cours de cette saison.
Au cours de la visite des Anglais dans les Caraïbes en 1935, il cumule 19 guichets en quatre test-matchs, le meilleur total de son équipe. Il totalise sept guichets dans la dernière rencontre, remportée par les Indes occidentales, ce qui leur permet de gagner la première série de leur histoire, 2-1.
Ses trois derniers test-matchs ont lieu lors de la tournée en Angleterre en 1939. Il se montre beaucoup moins performant que six ans plus tôt, étant capable de lancer la balle de manière moins rapide et moins précise qu'auparavant.
Martindale dispute plusieurs saisons en tant que professionnel dans les ligues semi-professionnelles du nord de l'Angleterre. Dans la Lancashire League, par exemple, il joue pour Burnley de 1936 à 1938, Lowerhouse de 1947 à 1950 et Bacup en 1951.
Il meurt le 17 mars 1972 à l'hôpital St. Joseph, situé dans la paroisse de Saint Peter.

## Bilan sportif

### Principales équipes
|                    | Test                  |
| ------------------ | --------------------- |
| Indes occidentales | 1933 - 1939           |
|                    | First-class           |
| Barbade            | 1928-1929 - 1935-1936 |